# Ercolano
Pour la ville antique, voir Herculanum.
Pour les articles homonymes, voir Ercolano (homonymie).
Ercolano, ou Herculanum en français, est une ville italienne de la ville métropolitaine de Naples, dans la région de Campanie.
Elle s'appelait autrefois Resina, jusqu'en 1969 lorsqu'elle a été rebaptisée Ercolano, en référence à la cité romaine antique de Herculanum dont les ruines se trouvent sur son territoire communal.

## Géographie
Ercolano se trouve sur les rives de la baie de Naples, au pied du Vésuve qui se situe à l'Est, dans la banlieue Sud-Est de la ville de Naples.

## Administration
| Période                                  | Période | Identité | Étiquette | Qualité |
| ---------------------------------------- | ------- | -------- | --------- | ------- |
|                                          |         |          |           |         |
| Les données manquantes sont à compléter. |         |          |           |         |

### Hameaux
San Vito

### Communes limitrophes
Boscotrecase, Massa di Somma, Ottaviano, Pollena Trocchia, Portici, San Giorgio a Cremano, San Sebastiano al Vesuvio, Sant'Anastasia, Somma Vesuviana, Torre del Greco, Trecase